# Запрудный (Краснодарский край)
Запру́дный — посёлок в Крыловском районе Краснодарского края.
Входит в состав Октябрьского сельского поселения.

## Население
| 2002 | 2010 |
| ---- | ---- |
| 400  | ↗439 |

## Улицы
| - ул. 55 лет Победы, - пер. Гагарина, - ул. Луговая, | - ул. Почтовая, - ул. Советская, - ул. Цветочная. |